# Power Chess
Power Chess es un videojuego de un jugador de ajedrez desarrollado y publicado por Sierra On-Line y lanzado el 30 de septiembre de 1996 para el sistema operativo Microsoft Windows 95. Se lanzaron revisiones posteriores del software como Power Chess 98 y Power Chess 2.0.

## Motor de Ajedrez
Su motor de ajedrez es Wchess desarrollado por David Kittinger y James Parker. Wchess jugó contra Deep Blue en el Octavo Campeonato Mundial de Ajedrez de Computadoras el 28 de mayo de 1995 en Sha Tin, Hong Kong, la partida se incluye en la sección "Great Game" en Power Chess.

## Jugabilidad
Power Chess introdujo dos innovaciones importantes: durante una partida, el programa ajusta su nivel para que coincida con el del jugador. Además, después de cada juego, la Reina, mediante una narración, guía al jugador a través de la partida, señalando y explicando dónde podría haber hecho un mejor movimiento. Natacha LaFerriere, una actriz de doblaje, proporcionó la voz de la Reina.

## "Great Games"
Power Chess incluye una colección de partidas famosas para repasar y estudiar, con la Reina narrando cada uno de ellas paso a paso. Las partidas son:
- "The Evergreen Game", Adolf Anderssen vs. Jean Dufresne (1852)
- "A Night At The Opera", Paul Morphy vs. Carlos II de Brunswick y Comte Isouard de Vauvenargues (1858)
- "The Lion In Winter", Wilhelm Steinitz vs. Curt von Bardeleben (1895)
- "Over The Top!", Ruger vs. Hans Gebhard-Elsaß (1915)
- "Buried In Time", Vasili Smyslov vs. Bobby Fischer (1970)
- "Monster Mash", Wchess vs. Deep Blue (1995)
- "He's Only Human", Deep Blue vs. Garri Kaspárov, 1ª Partida (1996)

## Recepción
Power Chess ganó el premio al videojuego "tradicional" del año de 1996 de Computer Games Strategy Plus.